# أبو منسف
أبو منسف قرية سورية تتبع ناحية مركز حماة في منطقة مركز حماة في محافظة حماة. بلغ عدد سكانها 364 نسمة في عام 2004 حسب إحصاء المكتب المركزي للإحصاء.

## التاريخ
في يوم 2 أيلول (سبتمبر) 2012، عمَّت حالة من الذعر والخوف قرية أبو منسف وسُجِّلت حالات نزوح لأهاليها، وذلك عقب المجزرة التي ارتكبها نظام الأسد وشبيحته في قرية الفان الشمالي المجاورة بعد اقتحامها في ساعات الصباح المبكر، والتي راح ضحيتها 21 مدنيًا (بينهم طفلان) قتلوا ذبحًا بالسكاكين وحرقًا حتى الموت وبالأسلحة النارية.

## وصلات خارجية
- الوحدات الإدارية في محافظة حماة